# Diasemiopsis
Diasemiopsis là một chi bướm đêm thuộc họ Crambidae.

## Các loài
- Diasemiopsis leodocusalis (Walker, 1859)
- Diasemiopsis ramburialis (Duponchel, 1833)